# Ivar Lundahl
Ivar Klas Jonas Lundahl, född 5 november 1894 i Falköping, död 2 juli 1985 i Farsta, var en svensk språkforskare. 

## Biografi
Ivar Lundahl var son till godsägaren Claës Johan Lundahl. Efter studentexamen i Skara 1913 studerade han vid Göteborgs högskola där han blev filosofie kandidat 1919, filosofie magister 1922, filosofie licentiat och filosofie doktor 1928 efter att ha disputerat 1927. Han var 1920–1922 universitetslektor i svenska språket i Jena och docent i nordiska språk vid Göteborgs högskola 1927–1933. Åren 1931–1948 var han lektor i modersmålet och latin vid Högre allmänna läroverket för flickor på Norrmalm. Lundahl gifte sig 1929. Han var professor i nordiska språk åren 1949 till 1960 (efter 1952 med specialiseringen ortnamnsforskning) och chef för Svenska ortnamnsarkivet i Uppsala. Lundahl mottog Västergötlands Fornminnesförenings förtjänstmedalj 1963. Lundahl ligger begravd på Nykyrka kyrkogård i Mullsjö.